# Omersa
Omersa je priimek več znanih Slovencev:
- Egidij Severijan Omersa, misijonar v Afriki (Achimin)
- Igor Omersa, plezalec, alpinist (pred 2.sv.v.)
- Ivan Omersa (1892—1976), rimskokatoliški duhovnik
- Mihael Omersa (1679—1742), rimskokatoliški duhovnik in skladatelj
- Nikolaj Omersa (1878—1932), literarni zgodovinar
- Nikolaj Omersa (1911—1981), slikar, ilustraror
- Peter Omersa, pilot, letalec